# Alfred Anderson (vétéran)
Pour les articles homonymes, voir Alfred Anderson et Anderson.
Alfred Anderson, né le 25 juin 1896 et mort le 21 novembre 2005, est le dernier des vétérans écossais de la Première Guerre mondiale. Il est notamment impliqué dans la trêve de Noël en 1914, dont il est également le dernier survivant.
Il est décoré de la Légion d'honneur en 1998.